# Powys
Powys är ett grevskap och en kommun (principal area) i östra Wales och det största till ytan. Det täcker de traditionella grevskapen Montgomeryshire, Radnorshire och Brecknockshire. Det blev upprättat år 1974 och var då delat i de tre distrikten Montgomery, Radnor och Brecknock (baserade på de traditionella grevskapen). År 1996 blev de distrikten avskaffade och gränsen blev något ändrad i nordöst. År 2017 hade Powys 132 447 invånare.
Grevskapet har fått sitt namn från kungariket Powys, ett av de viktigaste walesiska rikena på medeltiden. Det täckte ungefär samma område som idag. Powys blev till slut inlemmat i kungariket Gwynedd av Hywel ap Cadell.

## Större orter
| Ort               | Invånare |
| ----------------- | -------- |
| Brecon            | 8 500    |
| Builth Wells      | 3 000    |
| Llandrindod Wells | 5 500    |
| Llanidloes        | 3 000    |
| Newtown           | 11 500   |
| Welshpool         | 6 000    |
| Ystradgynlais     | 10 000   |

1. ↑  Baserat på "built up areas" i folkräkning 2011 [4], avrundat till närmaste 500.

## Communities i Powys
För visst lokalt självstyre är Powys indelat i 110 communities. Se Kategori:Communities i Powys för en komplett lista.